# Enkidu

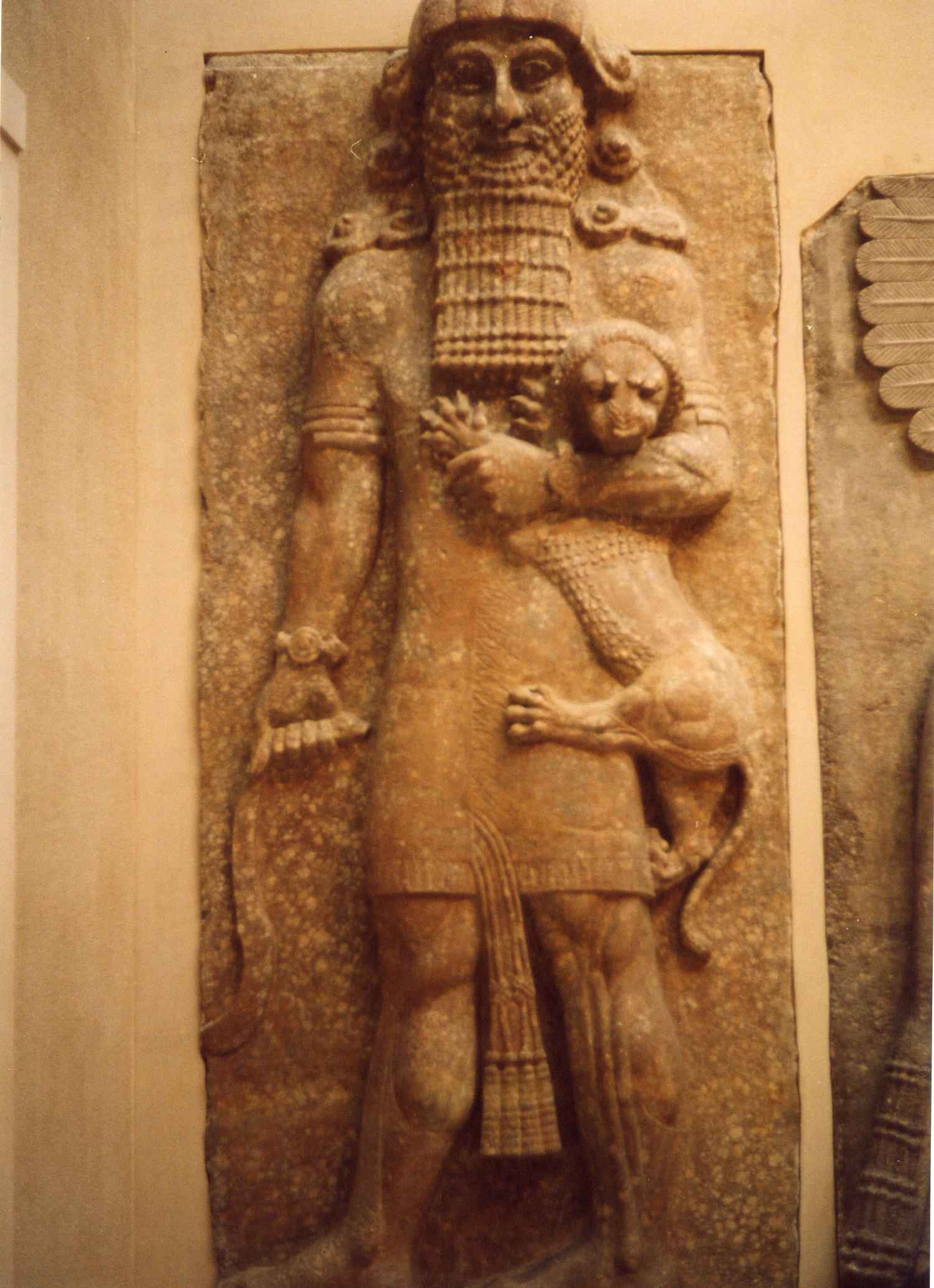
Möjlig avbildning av Enkidu.

Enkidu var en säregen gestalt i mesopotamisk mytologi. Han beskrivs som naturlig, vild och obefläckad av civilisationens krav men samtidigt som sårbar, lättkorrumperad och dödlig.
Enkidu formades i lera av gudarna som sällskap åt den till två tredjedelar gud och till en tredjedel mänskliga Gilgamesh. Han uppfostrades i ödemarken men förfördes av en sköka som tog honom med till Uruk där han mötte kung Gilgamesh i en brottningsmatch. Vänskapen mellan dem avbryts av Enkidus död: 
"Min broder! Fast du är mig kär, vill de taga dig ifrån mig."
Gilgamesh drabbas av insikten att det var ett misstag att rycka Enkidu från sin naturliga miljö och drivs in i sitt desperata sökande efter odödlighet.